# Parres
Parres è un comune spagnolo di 5 736 abitanti situato nella comunità autonoma delle Asturie.